# John Carradine
John Carradine (rodným jménem Richmond Reed Carradine; 5. února 1906, Greenwich Village, Manhattan, New York, USA – 27. listopadu 1988, Milán, Itálie) byl americký filmový a divadelní herec, který se proslavil především díky rolím v hororových filmech a westernech. Jako herec patří k těm vůbec nejplodnějším v historii Hollywoodu: objevil se ve více než 450 filmech, i když dochovaných jich je „pouze“ 225. Má též hvězdu na Hollywoodském chodníku slávy.
Rodina Carradinnů je známá jako rodina herců. Sám Carradine byl čtyřikrát ženatý a měl čtyři vlastní syny a jednoho adoptovaného. Nejznámějším z nich se stal John Artur, který se ale nechal přejmenovat na Davida a proslavil se ve filmech jako je Kill Bill, kde zužitkoval i své nadání pro bojové sporty. Další dva Johnovi synové, Keith a Robert, se též stali herci: Keith se objevil v seriálech jako Dexter nebo Teorie velkého třesku, zatímco Roberta je možné znát například ze snímku Návrat domů. Robertova dcera Ever a Keithova dcera Martha Plimptonová jsou též herečky.

## Osobní život

### Mládí

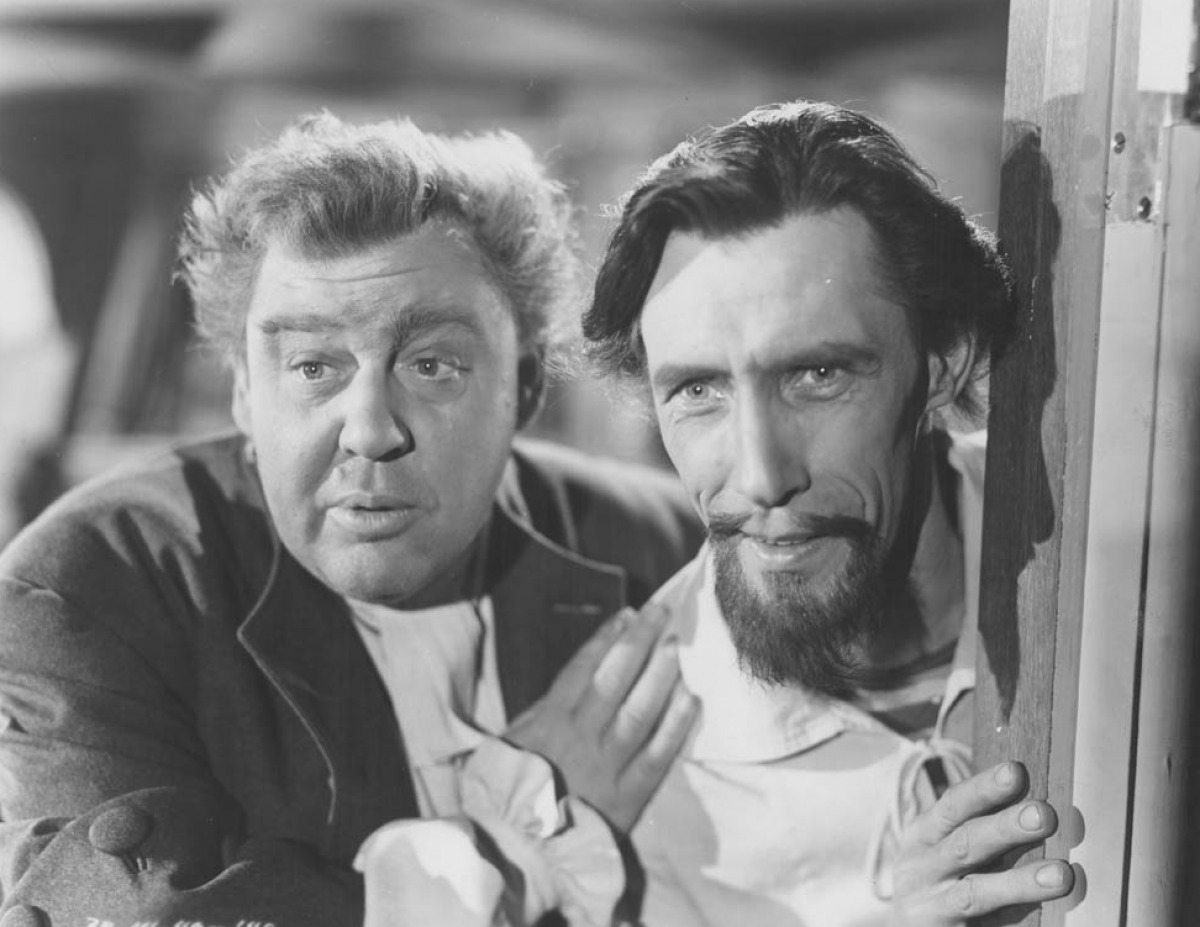
Charles Laughton (vlevo) a John Carradine ve filmu Captain Kidd (1945)

John Carradine se narodil jako Richmond Reed Carradine 5. února 1906 v newyorském obvodu Manhattan do rodiny Williama Reeda Carradina a jeho manželky, doktorky Genevieve Winifred, rozené Richmondové. Jeho rodina byla převážně irského původu a žila střídavě v newyorských čtvrtích Kingston a Peekskill. William Reed Carradine zemřel na TBC v roce 1908, kdy byly jeho synovi dva roky. Genevieve Winifred se krátce po manželově smrti znovu vdala.

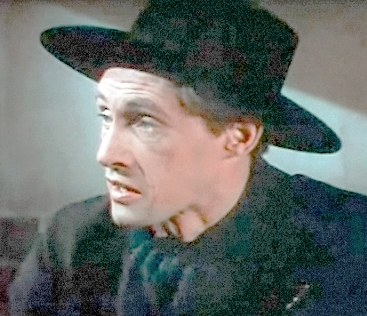
John Carradine ve filmu Krev a písek (1941)

John Carradine, tehdy ještě Richmond Reed Caradine, navštěvoval soukromou školu Episcopal Academy v Pensylvánii, kde si údajně vytříbil svoji dobrou paměť, když se musel za trest nazpaměť naučit modlitby. Podle jeho syna, Davida, John odešel ze školy když mu bylo čtrnáct let a až později začal studovat sochařství ve Filadelfii. Žil se strýcem Peterem Carradinem a později si našel práci ve filmových archivech newyorské veřejné knihovny. Sochařství se učil u sochaře Daniela Chestera Frenche, který roku 1920 vytvořil 170 tun vážící sochu Abrahama Lincolna, která stojí ve Washingtonu D.C. Poté cestoval na vlastní pěst a živil se prodejem svých vlastních maleb, načež byl zatčen za tuláctví. Během následného pobytu ve vězení mu ostatní vězni zlomili nos, který měl zdeformovaný až do konce života.
David Carradine řekl, že jeho otec John se rozhodl stát hercem ve chvíli, kdy viděl hru Kupec benátský když mu bylo jedenáct let. Divadelní debut Johna Carradina přišel v roce 1925 v New Orleans ve hře Dáma s kaméliemi. Později začal pracovat jako scénograf pro Cecila B. DeMilla, avšak v této práci dlouho nevydržel a DeMille ho pak zaměstnal pro hlasové přenosy.

### Čtyři manželství

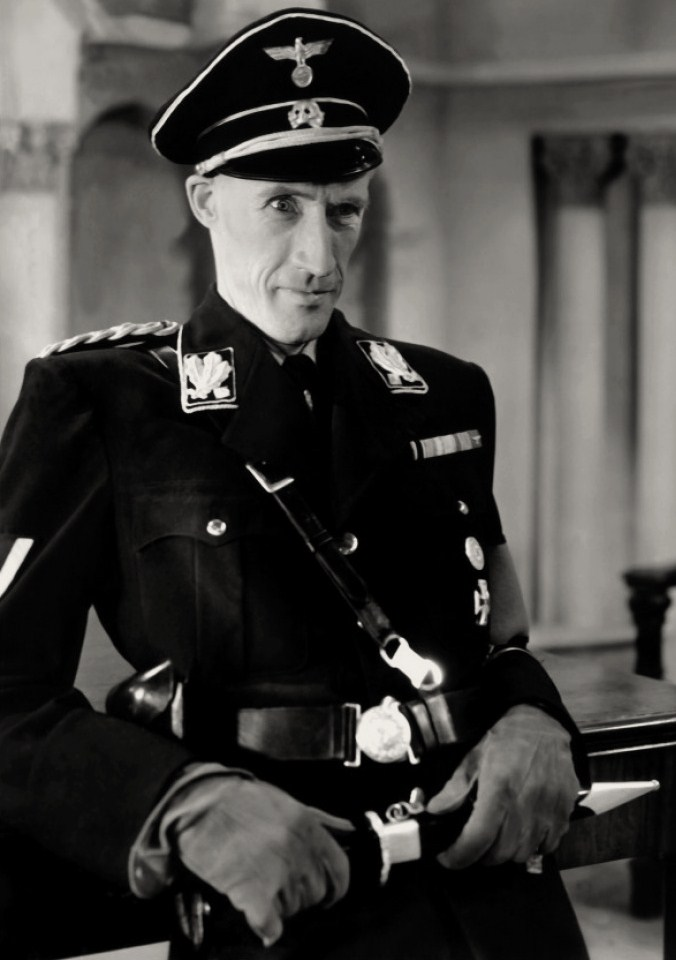
John Carradine ve filmu Hitler's Madman

Carradine byl ženatý celkem čtyřikrát, poprvé se oženil v roce 1935 s Ardanelle Abigail McCoolovou (1911–1989). Ta již měla z předchozího vztahu syna Bruce, kterého John později adoptoval, a svému manželovi porodila syna Johna Artura, později známého jako Davida Carradina. Sám John plánoval velkou rodinu, avšak Abigail pokaždé tajně šla na interrupci, až po sérii umělých potratů už nemohla mít děti. Již tři roky po uzavření sňatku Abigail zažádala o rozvod, manželi ale zůstali až do roku 1944. Když se John s Ardanelle Abigail rozvádělo, bylo jejich společnému synovi sedm let a aby se John vyhnul soudu o výživném, odstěhoval se do Kalifornie. Následovaly soudní bitvy mezi ex-manželi, kde se soudili o syna, výživné i majetek. Sám syn David nakonec Johna následoval do New Yorku, kde vystřídal mnoho škol i nápravných zařízení.
Bezprostředně po rozvodu s první manželkou se ještě toho roku John oženil s o patnáct let mladší herečkou Soniou Sorelovou (1921–2004), se kterou se objevil například ve filmu Bluebeard z roku 1944. Z toho manželství vzešli tři synové: Christopher, Keith a Robert. V roce 1957 ale opět přišel rozvod a boje o opatrovnictví, což vyústilo v to, že byli jejich tři synové umístěni do ústavu pro zneužívané děti. Sám Keith Carradine řekl: „Bylo to jako být ve vězení. V oknech byly mříže a my jsme směli své rodiče vidět jen přes skleněné dveře. Bylo to smutné.“
John nakonec získal všechny své syny do opatrovnictví a Sonia nesměla své děti vidět po dalších osm let. Robert Carradine později prohlásil, že byl vychováván hlavně Johnovou třetí manželkou a nevlastní matkou Doris Rich Grimshaw a když se na jednom večírku objevila jeho skutečná matka, Sonia, musel ho bratr Robert přesvědčovat, že ona je jejich skutečná matka.
John Carradine si vzal Doris Grimshawovou (1919–1971) v roce 1957 a zatímco on přivedl do rodiny své čtyři syny, Doris měla z dřívějšího vztahu syna Dalea. Toto manželství vydrželo poměrně dlouho a skončilo Dorisinou smrtí v roce 1971. Zemřela při požáru svého bytu v Kalifornii, kdy oheň údajně způsobila cigareta. Nicméně, v té době již pár žil samostatně a o čtyři roky později se John počtvrté a naposledy oženil a to s Emily Cisnerosovou. Ta jej nakonec přežila a manželství skončilo Johnovou smrtí.

### Smrt
John Carradine zemřel 27. listopadu 1988 v nemocnici v italském Miláně na selhání orgánů jako dvaaosmdesátiletý. Zemřel ve společnosti synů Davida a Keitha, kteří později prohlásili, že jeho poslední slova zněla: „Milán – to je krásné místo pro smrt.“

## Kariéra
John Carradine se poprvé na filmových plátnech objevil v roce 1930 ve snímcích Bright Lights a Tol'able David. Nadále se Carradine objevoval především ve vedlejších rolích, jednalo se o filmy jako například Ve znamení kříže (1932), Neviditelný muž (1933), Černá kočka (1934) nebo Kleopatra (1934). Ve filmu Morning Glory z roku 1933 se objevil po boku Katharine Hepburnové. Roku 1935 si dokonce zahrál vedlejší roli ve snímku Bídníci. Ve filmech se Carradine objevoval hlavně s herečkami Zasu Pitts, Lorettou Young a hercem C. Aubreym Smithem. Po boku Katharine Hepburnové se objevil i ve snímku Marie Stuartovna jako David Rizzio.
Roku 1985 získal cenu Daytime Emmy na svůj výkon excentrického starého muže, žijícího vedle železničních kolejí v Young People's Special Umbrella Jack.
John Carradine aktivně hrál od roku 1930 až do roku 1988. Jeho poslední rolí byla scéna ve filmu Pochována zaživa, která byla natočena krátce před jeho smrtí, avšak film měl premiéru až po Johnově smrti: v roce 1990. V roce 1986 pak hrál ve filmu Kletba Halloweenu, avšak film byl uveden až dlouho po jeho smrti: v roce 1995.
Carradine se často objevoval v roli excentrických, šílených, nebo pomatených postav hororových snímků a byl označován i jako „hvězda poloviny 40. let“.